# Clément Roques
Pour les articles homonymes, voir Roques.
Clément Émile Roques, né le 8 décembre 1880 à Graulhet (Tarn) et mort le 4 septembre 1964 à Rennes (Ille-et-Vilaine), est un cardinal français, archevêque d'Aix-en-Provence de 1934 à 1940, puis de Rennes de 1940 à 1964.

## Biographie

### Jeunesse et formation
Clément Roques suit ses études de théologie au séminaire d'Albi puis à l'Institut catholique de Toulouse.
Il est ordonné prêtre le 2 avril 1904.

### Prêtre
Il exerce son ministère de prêtre au séminaire de Barral à Castres où il est successivement professeur, administrateur, préfet des études puis supérieur jusqu'en 1929.

### Évêque
Le 15 avril 1929, Pie XI le nomme  évêque de Montauban. Il est consacré le 24 juin suivant par Pierre Cézerac, archevêque d'Albi.
Le 24 décembre 1934, il est nommé archevêque d'Aix-en-Provence puis le 11 mai 1940 il est transféré à Rennes.
Au cours de la Seconde Guerre mondiale, il se distingua par la résistance qu'il opposa aux exigences de l'occupant en soustrayant les séminaristes au Service du travail obligatoire et en assurant la protection de Juifs et de résistants. Il aida Marie-Louise Charpentier à sauver une famille juive. Selon Georges Cadiou, il se serait toutefois montré parfois ambigu, déclarant par exemple en mars 1943, à la suite des bombardements de Rennes : « Des monstres aériens ont semé la ruine et la mort avec un acharnement furieux ».

### Cardinal

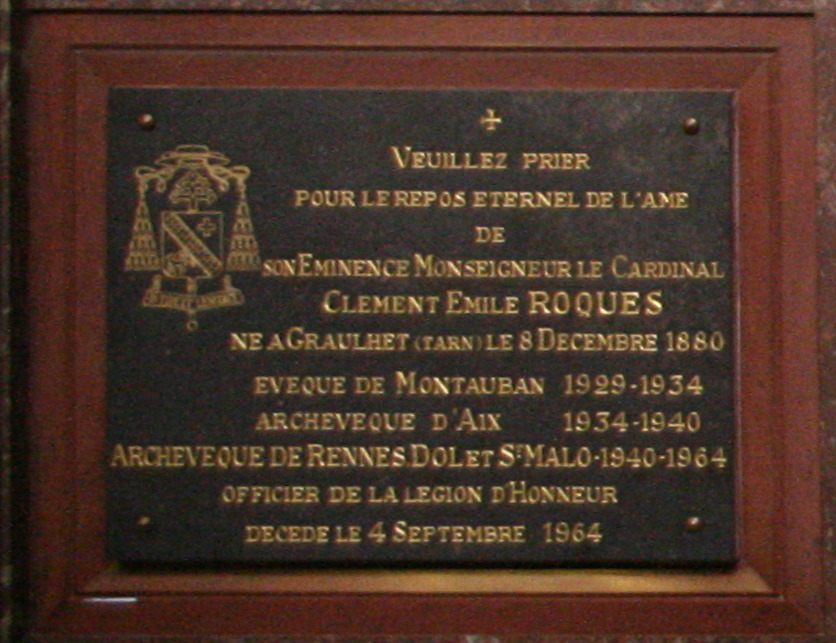
Plaque commémorative au cardinal Roques dans la cathédrale Saint-Pierre de Rennes.

Le pape Pie XII l’éleva à la pourpre cardinalice lors du consistoire du 18 février 1946 avec le titre de cardinal-prêtre de Sainte-Balbine (S. Balbina).
Archevêque de Rennes, il pose le 10 mai 1953 la première pierre de la nouvelle abbaye Saint-Guénolé de Landévennec, édifiée entre 1950 et 1965 par l'architecte Yves Michel.
Il participa aux conclaves de 1958 qui élit Jean XXIII, et de 1963 qui élit Paul VI. Il participa également aux premières sessions du concile Vatican II.
Dans le cadre de l'édification des nouvelles églises, il donne son accord pour la construction en 1963-1964 de l'église Saint-Jean-l'Évangéliste de Saint-Servan, d'esthétique moderniste, dessinée par l'architecte René Blin.
Il meurt le 4 septembre 1964 et est enterré dans la crypte de la cathédrale Saint-Pierre de Rennes.

## Vie associative
Il est cité comme membre de la Fondation culturelle bretonne en 1957.

## Armes
Tranché au premier d’azur à l’agneau pascal passant d’argent, au deuxième d’or à la croix pattée de gueules, l'écu broché sur la croix épiscopale posée en pal. Le tout est surmonté du chapeau de gueules à cinq rangs de houppes, posées un, deux, trois, quatre et cinq (propre au cardinal).

## Distinctions
- Officier de la Légion d'honneur (21 juillet 1958)[5]

### Iconographie
- Geoffroy Dauvergne (1922-1977), "Portrait de Monseigneur Roques, évêque de Rennes, huile sur toile vers 1943-1944. Localisation inconnue [6]